# Puente Charles Duncan O'Neal
El Puente Charles Duncan O'Neal (en inglés: Charles Duncan O'Neal Bridge) es un puente en la ciudad de Bridgetown, la capital del país antillano de Barbados. Es uno de los dos puentes sobre el Careenage, el otro es el puente de Chamberlain, aunque a diferencia de este, el puente de Charles Duncan no tiene tráfico. Lleva el nombre de Charles Duncan O'Neal quien fundó la Liga Democrática radical en 1924.